# Assassin's Creed Rogue
Assassin's Creed Rogue é um jogo eletrônico de ação-aventura desenvolvido pela Ubisoft Sofia e publicado pela Ubisoft. É o sétimo jogo principal da série Assassin's Creed e serve como uma sequência para Assassin's Creed IV: Black Flag (2013), e tem relação com Assassin's Creed III e Assassin's Creed Unity. É o último jogo da série a ser desenvolvido para a sétima geração de consoles, sendo lançado para PlayStation 3 e Xbox 360 em novembro de 2014, e para Microsoft Windows em março de 2015. A sua versão remasterizada foi lançada para PlayStation 4 e Xbox One em março de 2018. Também foi lançado no Nintendo Switch como parte da The Rebel Collection juntamente com o Black Flag em dezembro de 2019.
Assassin's Creed Rogue decorre no século XVIII durante o conflito Franco-Indígena, um dos palcos da Guerra dos Sete Anos, e conta a história de Shay Patrick Cormac, um Assassino que, ao longo do enredo, acaba se tornando Templário. O estilo de jogo em Rogue é similar a Black Flag, contendo exploração naval e em terra, numa perspectiva de terceira pessoa.
Assassin's Creed Rogue recebeu críticas mistas de comentários positivos. Os sites de criticas agregadas GameRankings e Metacritic dão à versão PlayStation 3 74.06% e 72/100, e à versão Xbox 360 73.63% e 72/100, respectivamente.

## Jogabilidade

Em Rogue, O jogador pode controlar o navio de Shay, o Morrigan, e participar em combates navais.

Os aspectos navais de jogos anteriores regressam para Rogue com o jogador a controlar o navio de Shay, o Morrigan.  O Morrígan tem um calado parecido com o navio de Edward Kenway de Assassin's Creed IV: Black Flag, permitindo assim navegação nos rios. Outras características novas do navio incluem a capacidade de largar manchas de óleo que pode ser inflamado, metralhadoras tipo canhões e a habilidade dos inimigos entrarem no Morrígan durante os combates navio-a-navio. O ambiente árctico também tem características que influenciam a jogabilidade naval: o navio pode destruir icebergs para ganhar saque adicional ou quebrar camadas de gelo para ultrapassar navios inimigos e explorar mais o mapa.
As missões subaquáticas de Black Flag não existem no Atlântico Norte; e nadar faz com que a energia do jogador esvazie rapidamente devido à água gelada.
Para o combate, o jogo introduz uma espingarda de ar, o qual permite ao jogador eliminar inimigos à distancia. A espingarda pode ter vários tipos de projecteis, como panchões. O jogador também pode usar um lançador de granadas, o qual dispara estilhaços de granadas, entre outras coisas. Os Assassinos inimigos têm arquétipos similares aos jogos anteriores, com habilidades que os jogadores têm usado desde o jogo original; esconder-se em arbustos, misturar-se com multidões, e fazer ataques aéreos contra o jogador. O combate corpo a corpo foi ligeiramente alterado onde os contra ataques dos inimigos podem ser contados por tempo. O gás veneno pode ser usado como arma ambiental e Shay tem uma máscara para mitigar os seus efeitos. Ao contrário dos jogos anteriores da série, em Rogue o jogador não é penalizado se matar civis, apenas o nível de procurado aumenta.
O jogo tem igualmente actividades e missões secundárias. Reflectindo o papel de Shay como Templário, o jogo introduz uma nova missão secundária: Assassin Interception. É muito parecido com as missões Assassinato de jogos anteriores, onde Shay, depois de interceptar um pombo correio com um contracto, tem de impedir um Templário de ser assassinado ao procurar e matar os Assassinos escondidos naquela zona.

## Sinopse

### Personagens e cenário
O protagonista do jogo é Shay Patrick Cormac, um recruta de 24 anos da Ordem dos Assassinos, que cresce desiludido com os métodos e a causa da Ordem, mesmo quando a sua carreira começa a dar os primeiros passos. Após um trabalho em Lisboa acabar em desastre, Shay se revolta contra o então mestre assassino Achilles, e após um confronto Shay supostamente morre. Com o tempo as novas amizades o levam a juntar-se aos Templários, oferecendo os seus serviços como Caçador de Assassinos para conseguir ter uma oportunidade de vingança. As acções de Cormac irão ter consequências no futuro da Irmandade. Cormac tem ligações aos eventos que ocorrem em Assassin's Creed Unity. Haytham Kenway - antagonista secundário e jogável por um período em Assassin's Creed III - aparecerá no jogo, bem como Achilles Davenport, mentor de Ratonhnhaké:ton, e Adéwalé, companheiro de Edward Kenway em Black Flag, e o protagonista de Freedom Cry.
Rogue decorre entre 1752 e 1761 durante o conflito Franco-Indígena, um dos palcos da Guerra dos Sete Anos, e tem lugar em várias localizações da América do Norte, incluindo o Atlântico Norte, o Grande Vale Apalache, Alabama, Quebeque e Nova Iorque.

### Enredo
O enredo Moderno começa um ano após os eventos de Black Flag, com um novo personagem do jogador não identificado que trabalha para a Abstergo Entertainment. Ao investigar as memórias de Shay Patrick Cormac, um assassino que trabalha no Atlântico Norte durante a Guerra Franco-Indígena, inadvertidamente dispararam um arquivo de memória oculta que corrompe os servidores Abstergo. Com o edifício bloqueado, o jogador é recrutado por Melanie Lemay para continuar a explorar as memórias de Cormac, num esforço para limpar o sistema.
Cormac é um novo recruta para a Irmandade dos Assassinos, trabalhando para Achilles Davenport. Aquiles vê potencial nele, mas Cormac desenvolve uma raiva insubordinada que causa frustração nos seus mentores. Acreditando que ao assumir um papel mais activo nos assuntos da Irmandade vai temperar a sua impetuosidade, Aquiles ordena Cormac e o seu navio recém-adquirido, o Morrigan, para perseguir uma célula de Templários, que estão a decifrar um artefacto Precursor revelando os locais das várias peças de Eden. O artefacto, sob a forma de uma caixa de madeira, tinha sido roubado dos Assassinos na sequência de um forte terremoto no Haiti, alguns anos antes. Com a ajuda de Benjamin Franklin, a Peça de Éden está localizada em Lisboa, e Cormac é encarregado de recuperá-la. No entanto, Cormac começou a questionar os motivos dos Assassinos depois de ver a sua recusa em dialogar com os Templários, e não tem a satisfação de matar um comandante Templário já moribundo, Lawrence Washington. Dúvidas vêm à cabeça, e em Lisboa, onde a sua tentativa de recuperar a Peça desencadeia um terremoto que destrói a cidade. Notando que eventos semelhantes ocorreram no Haiti, Cormac fica horrorizado ao saber que Aquiles e os Assassinos pretendem prosseguir a busca aos pedaços restantes do Éden. Cormac rouba um manuscrito necessário para interpretar o artefacto e foge, enquanto os Assassinos o perseguem. Em casa, um Assassino dispara nas costas e deixa-o para morrer; Shay passa a acreditar que era o seu melhor amigo, Liam.
Cormac é resgatado por um navio e levado para Nova Iorque. Uma vez recuperado, ele usa as habilidades que aprendeu com os Assassinos para expulsar gangues criminosos da cidade. Suas acções atraem a atenção de George Monro, o governador da cidade, que oferece a Cormac a chance de ajudar a reconstruir a cidade. Em divida para com Monro, Cormac auxilia o exército britânico nas campanhas contra os franceses, e descobre que Aquiles está a apoiar o lado francês. Monro revela ser um Templário, e apesar de saber da associação de Cormac com os Assassinos, oferece-lhe um lugar dentro da sua Ordem. Cormac aceita, e mata Kesegowaase, o seu irmão ex-assassino, que antes de morrer, diz-lhe que Liam está prestes a matar Monro. Liam consegue recuperar o manuscrito, e põe Shay em perigo. Shay é, então, formalmente empossado na ordem dos Templários pelo Grande-mestre Templário, Haytham Kenway. Cormac revela a Kenway que ele acredita que as peças particulares de Eden não são armas, mas em vez disso estão sendo usadas para manter o mundo junto, e ele promete parar os assassinos antes que eles causem outra catástrofe. Na sua busca agora a destruir os Assassinos, Cormac decidiu que ele deve fazer o correcto. Um por um, Shay mata cada um de seu ex-aliado Assassinos. Depois de descobrir que Aquiles e Liam estão indo para outro templo Precursor, Cormac persegue-os. Como Liam e Aquiles têm uma pequena divergência, e derrubam a Peça de Éden, causando um terremoto. Haytham persegue então Aquiles e Cormac luta com Liam no templo, com Cormac em última instância a matar o seu ex-amigo. Shay chega a tempo de convencer Haytham a não matar Aquiles, porque o seu testemunho vai ajudar a parar os Assassinos de tentar localizar outros templos. Como precaução Haytham dispara sobre Achilles no joelho.
Com a Irmandade destruída, Cormac tem a tarefa de localizar o artefacto, e passa os próximos 20 anos à sua procura. Sua busca acaba por o levar a Versalhes, França, onde ele descobre que o artefacto está sob os cuidados de Charles Dorian; pai de Arno, o protagonista de Assassin's Creed Unity. Cormac mata Charles e toma posse do artefacto, insultando o moribundo com a promessa de que, enquanto a Revolução Americana acabou com a influência dos Templários nas Américas, uma nova revolução pode ainda manter a esperança.
Nos dias atuais, o jogador reconcilia as memórias de Cormac. Sob a direção de Otso Berg, um líder sénior Templario, acaba por se revelar o quão perto Achilles Davenport esteve de destruir o mundo. O resultado é quase instantâneo, com os Assassinos lançado na confusão e, como revelado em Assassin's Creed Unity, retaliando por invadir os sistemas da Abstergo e destruindo tudo incluindo as amostras Precursoras e os servidores da empresa. Como recompensa pelas suas ações, é dado ao jogador a hipótese de fazer uma escolha; juntar-se à Ordem dos Templários, ou morrer. O ecrã fica preto antes da decisão ser tomada.

## Desenvolvimento
Em Março de 2014 foi revelado que um jogo de nome de código "Comet" estava a ser produzido, para ser lançado para PlayStation 3 e Xbox 360. Posteriormente, apareceu a informação que "Comet" teria lugar em 1758 na cidade de Nova Iorque, assim como tinha navegação no Oceano Atlântico. O jogo seria uma sequela para Assassin's Creed IV: Black Flag e teria um Templário de nome Shay como o principal protagonista. Haytham Kenway de Assassin's Creed III e Adewalé de Black Flag também iriam aparecer.
O jogo foi oficialmente confirmado em 5 de Agosto de 2014, depois de o seu título ter escapado para a Internet. O director do jogo Martin Capel diz que "Assassin's Creed Rogue completa a saga norte-americana que começou com Assassin's Creed III e Assassin's Creed IV: Black Flag e dá aos possuidores de consolas da geração anterior a possibilidade de experimentar características pedidas pelos fãs, como jogar com um Templário." É referido que irá "preencher os vazios" da história entre AC III e AC Black Flag e tem "uma ligação crucial à saga Kenway". Em adição ao trabalho do estúdio Ubisoft Sofia, estão também a contribuir para o jogo estúdios da Ubisoft em Singapura, Montreal, Quebeque, Chengdu, Milão e Bucareste. A Ubisoft também revelou que o jogo está a ser produzido "nesta fase" sem a componente multijogador, sem comentar quais os modos disponíveis depois do lançamento do jogo.

## Lançamento

Conteúdo da ‘Edição de Coleccionador’.

Assassin's Creed Rogue foi lançado pela Ubisoft para PlayStation 3 e Xbox 360 entre 11 e 13 de Novembro de 2014. Em Outubro foi revelado que também seria editado para Microsoft Windows a 10 de Março de 2015.
A 5 de Agosto de 2014 a Ubisoft deu a conhecer os vários bónus de pré-reserva e a ‘Edição de Coleccionador’ para Assassin's Creed Rogue. Com a pré-reserva de Assassin's Creed Rogue os jogadores recebem os pacotes Commander, Officer e Templar que contém vários itens e armas para usar no jogo e a missão The Siege of Fort de Sable Mission, em que é pedido ao jogador para tomar de assalto o Forte de Sable.
A ‘Edição de Coleccionador’ de Assassin's Creed Rogue inclui para além de uma cópia do jogo e uma caixa de colecção, um livro de arte, três litografias num envelope e a banda sonora oficial. Como conteúdo digital adicional estão incluídas duas missões para o modo história: The Siege of Fort de Sable e The Armor of Sir Gunn's Quest em que é pedido para resolver os mistérios por detrás de Sir James Gunn, um ex-explorador e Templário escocês que eventualmente poderá ter sido o primeiro descobridor do Novo Mundo.

## Recepção

### Criticas profissionais
Assassin's Creed Rogue recebeu mistas de comentários positivos. Os sites de criticas agregadas GameRankings e Metacritic dão à versão PlayStation 3 74.06% e 72/100, e à versão Xbox 360 73.63% e 72/100, respectivamente.
Ray Carsillo da Electronic Gaming Monthly deu 8.5/10, elogiando o personagem interessante, a história, as mecânicas de combate, as novas armas e o novo design das missões, que fazem com que o jogador previna assassinatos em vez de ser o assassino, como nos jogos anteriores Assassin's Creed. No entanto, criticou o ritmo fraco da história, os bugs, falta de incentivo para voltar a jogar e a ausência de multijogador. Conclui a analise ao dizer que "Rogue é uma experiência bem melhor do que aquilo que esperava. faz o necessário para deixar a marca na série ao mesmo tempo que nos dá momentos críticos na história para limpar os detalhes perdidos entre Assassin's Creed III e Assassin's Creed IV: Black Flag. Serve como a conclusão perfeita para o tempo que a série perdeu ao explorar as colónias europeias na América do Norte no séc. XVIIII."
Matt Miller da Game Informer deu 8.25/10. Elogiou a enorme variedade de actividades, os ambientes variados, as missões, a jogabilidade melhorada, apesar de ser muito semelhante aos antecessores. Criticou o combate repetitivo e a ausência de multijogador. Descreveu Rogue como sendo "vasto e com muito para explorar, e que apesar de não apresentar novidades, oferece uma enorme quantidade de jogabilidade e conhecimento para os fãs mais fieis."
Daniel Bloodworth da GameTrailers deu a Rogue a pontuação de  7.2/10, elogiando o regresso de outros personagens da série, o ambiente e os cenários e as missões secundárias de intercepção. Bloodworth critica no entanto o protagonista do jogo, chamando-o aborrecido, as missões do início do jogo, os combates com os boss, assim como os bugs frequentes. Descreve o jogo ao dizer que "Rogue é em muitos aspectos a extensão de Black Flag, mesmo até nos menus, mas há alguns ajustes à fórmula graças ao seu novo papel como um ex-assassino, caçando os seus velhos camaradas."
Daniel Krupa do IGN deu 6.8/10. Elogiou a história, o protagonista e os impactos da série, mas criticou o problema de controles e o mundo vazio.
Mark Walton do GameSpot deu 6/10, criticando a história previsível, o protagonista, a falta de missões interessantes, assim como sendo fraco em conteudo. Walton refere que o jogo parece um pacote transferível (DLC) muito melhorado de Black Flag, e que não faz nada para melhorar a série.
Xav de Matos do Joystiq deu a pontuação de três em cinco estrelas, criticando o jogo por não dar nada de novo à série. Matos afirma que "Assassin's Creed Rogue é essencialmente um clone de Black Flag. Se consegues aceitar um jogo de preço inteiro como uma cópia de outro, acredito que irás gostar daquilo que Assassin's Creed Rogue tem para oferecer." Phil Iwankiuk
da revista PC Gamer deu a pontuação de 74/100 e tem uma opinião semelhante a Matos e Walton, ao referir que "Rogue é fundamentalmente a reutilização da fórmula vencedora de Black Flag numa nova localização" mas que "a mudança de local irá servir com ignição para o pirata dentro de ti". Iwankiuk concluiu que Rogue "sabe como criar sentido de aventura usando mecânicas antigas e novos locais, e como tal permanece agradável de jogar apesar dos problemas já antigos da série, como o combate, o desenho das missões e a história."

### Vendas
Apesar de não ter revelado o número de unidades vendidas em separado, a companhia francesa anunciou que as vendas combinadas de Assassin's Creed Unity e Assassin's Creed Rogue atingiram a marca dos 10 milhões de unidades vendidas.